# Glenfield (Pennsilvània)
Glenfield és una població dels Estats Units a l'estat de Pennsilvània. Segons el cens del 2000 tenia 236 habitants.

## Demografia
Segons el cens del 2000, Glenfield tenia 236 habitants, 90 habitatges, i 60 famílies. La densitat de població era de 107,2 habitants per quilòmetre quadrat.
Dels 90 habitatges en un 33,3% hi vivien nens de menys de 18 anys, en un 52,2% hi vivien parelles casades, en un 12,2% dones solteres, i en un 33,3% no eren unitats familiars. En el 30% dels habitatges hi vivien persones soles el 14,4% de les quals corresponia a persones de 65 anys o més que vivien soles. El nombre mitjà de persones vivint en cada habitatge era de 2,62 i el nombre mitjà de persones que vivien en cada família era de 3,3.
Per edats la població es repartia de la següent manera: un 30,5% tenia menys de 18 anys, un 4,7% entre 18 i 24, un 26,3% entre 25 i 44, un 21,6% de 45 a 60 i un 16,9% 65 anys o més.
L'edat mediana era de 38 anys. Per cada 100 dones de 18 o més anys hi havia 92,9 homes.
La renda mediana per habitatge era de 38.750 $ i la renda mediana per família de 43.250 $. Els homes tenien una renda mediana de 37.500 $ mentre que les dones 23.333 $. La renda per capita de la població era de 16.123 $. Entorn del 4,8% de les famílies i el 4,8% de la població estaven per davall del llindar de pobresa.

## Poblacions properes
El següent diagrama mostra les poblacions més properes.